# Henry Bataille

Félix Vallotton által készített arcképe

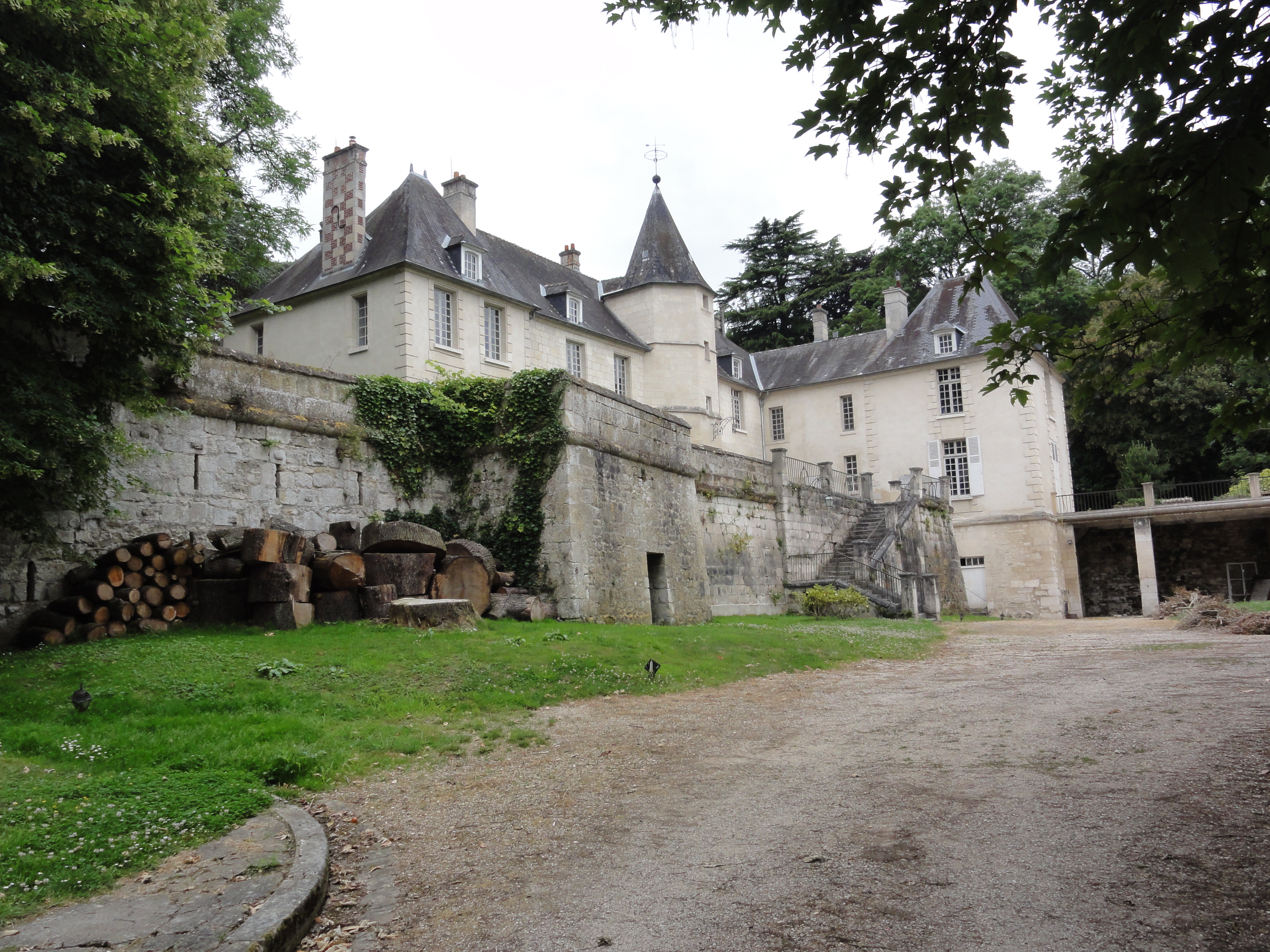
A Château de Mazancourt 2015-ben

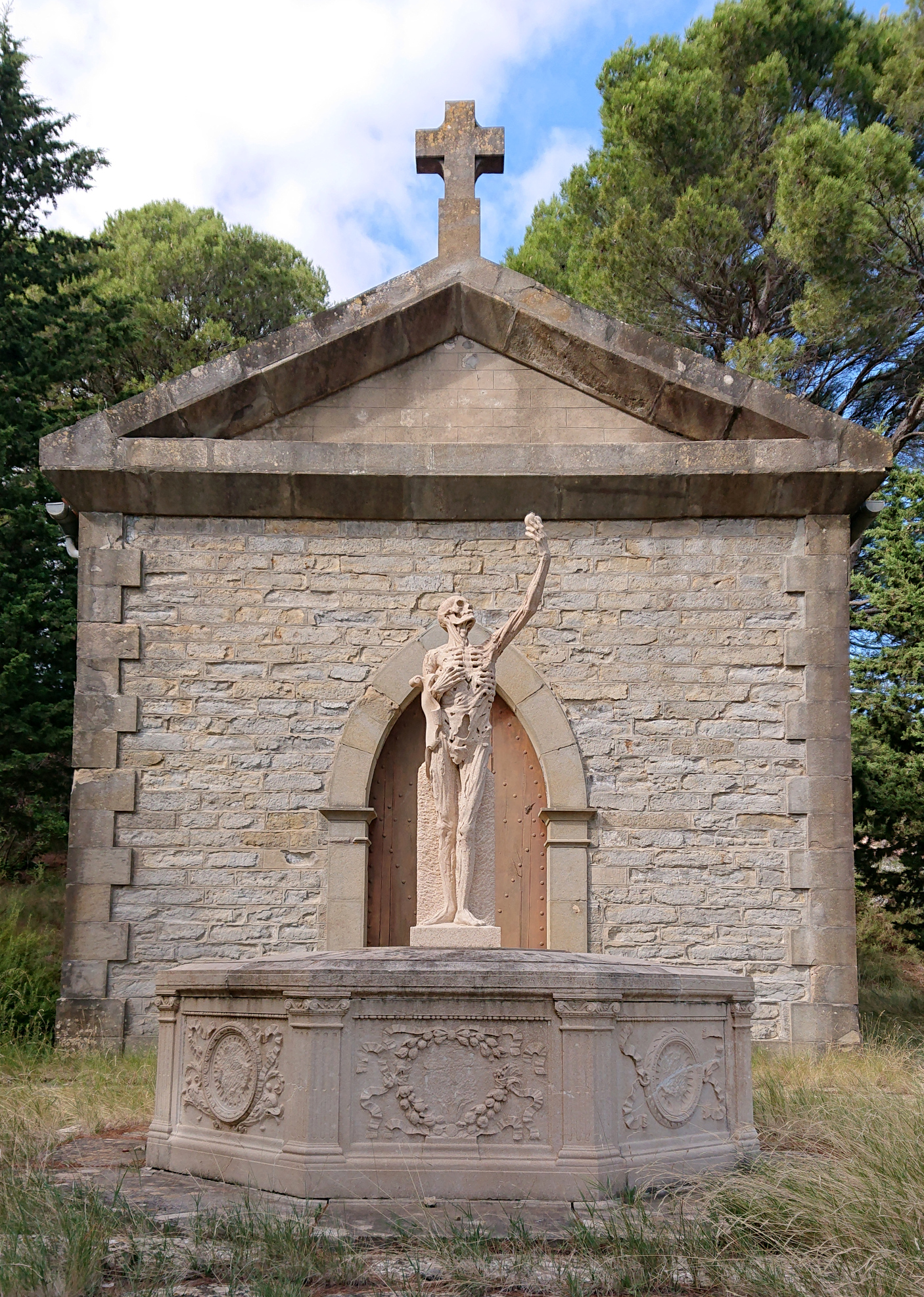
Sírja

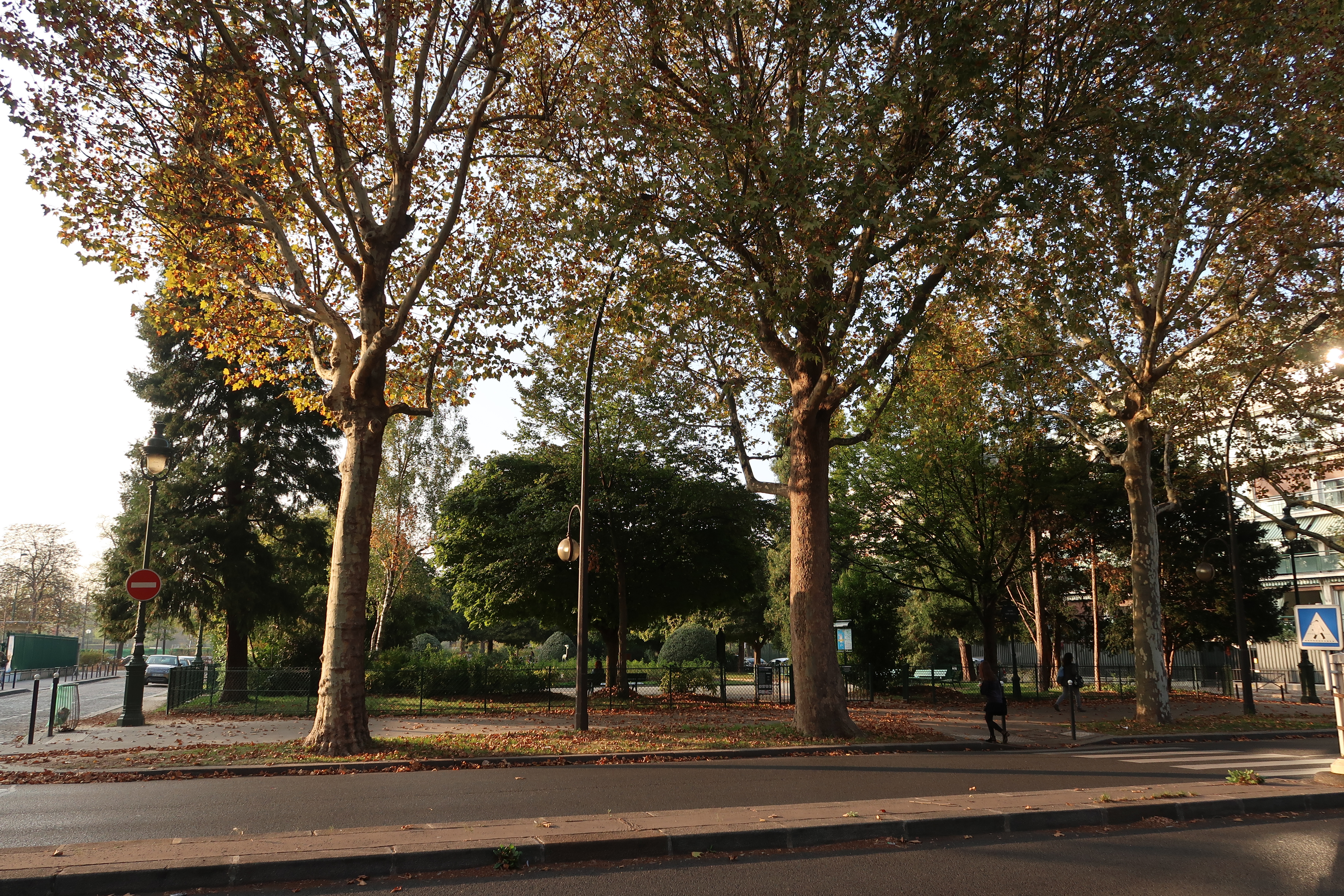
Az Henry Bataille tér, Párizs 16. kerületében

Achille Félix Henri Bataille (Nîmes, 1872. április 4. – Rueil-Malmaison, 1922. március 2.) francia drámaíró, költő és litográfus.

## Pályafutása
Polgári családban született. Aude-ból származó apja, Léopold Bataille a Párizsi Fellebbviteli Bíróság bírája volt, akit fiatalon elvesztett, majd 1883-ban édesanyja, Alice Mestre-Huc is elhunyt. Nővére és annak férje, Ernest Blagé, a Déli Vasúti Társaság (Compagnie des chemin de fer du Midi) igazgatója nevelte fel. Középfokú iskolái Párizsban a Lycée Henri-IV. és a Lycée Janson-de-Sailly voltak, majd a versailles-i Saint Jean Hulst eudista középiskolában szerzett érettségit. Tanárai – adottságait felismerve – a művészeti tanulmányok felé terelték (az École des Beaux-Arts és a Julian Akadémia hallgatója volt), így Bataille sokáig gondolkodott azon, hogy az irodalom helyett a rajz és festészet felé forduljon-e. Képzőművészeti iskoláiban Jules Lefebvre és Doucet tanítványa volt. Kétszer 1. helyen végzett a Prix de Rome előkészítő vázlatversenyein.
Művei közül fennmaradt a „Fejek és gondolatok” (Têtes et Pensées) című litográfiaalbum (Paul Ollendorff, 1898–1901), amely a 20. század elejéről 22 kortárs francia irodalmi híresség Bataille által rajzolt portréját és egy-egy oldalnyi tőlük származó idézetet tartalmaz. Bataille több, színdarabját illusztráló plakátot, ezen felül számos réz- és fametszetet is készített.
Már 14 éves korától írt, főként költeményeket, első verseskötete 1895-ben jelent meg La Chambre blanche (A fehér szoba) címen. E kötet előszavában írta róla korai lírája alapján Marcel Schwob szimbolista író, hogy Bataille „poète des choses inanimées et des bêtes muettes” (a lélek nélküli dolgok és a néma állatok költője). Költészete szentimentális, melankolikus, emlékező, és ugyanez a lírai hatás fedezhető fel drámáiban is. Legelső drámai kísérlete még Julian akadémista korában a Robert d'Humières-rel együtt írt Csipkerózsika (La Belle au bois dormant) előadás volt a Théâtre de l'Œuvre színpadán, melyhez a zenét Georges Hüe szerezte, a színpadi berendezést pedig Georges-Antoine Rochegrosse tervezte. Ezután az általános kritika szerint a festőecsethez való visszatérést ajánlották neki. Az első sikert aratott drámája, a Ton Sang (Véred) címen megjelent mű volt, de csupán második darabja La Lépreuse (A leprás) sikere után kötelezte el magát végleg az irodalom mellett.
Életét két színésznővel osztotta meg. Először, 1893 és 1912 között a belga származású Berthe Bady (1872-1921), majd Yvonne de Bray volt élettársa, utóbbi egészen a haláláig.
Műveivel az első világháború előtti korszak nagy közönségsikernek örvendő szerzőjévé vált. Bataille korai munkái feltárták a szenvedélynek az emberi motivációra gyakorolt hatását és azt, hogy mennyire fojtogatóak korának társadalmi konvenciói. Később az intellektuális, gondolati dráma, illetőleg társadalmi dráma irányába fordult, bár egyes későbbi kritikusai szerint meglátásai, tiltakozásai felszínesek és vagyonos egzisztenciális helyzete miatt kettősek voltak. Megítélése ellentmondásos volt már korának kritikusai körében is, a halálakor megjelent, életművét méltató írásokban is elég erős kritikai hang fedezhető fel, de a 3–4 felvonásos, hosszú darabjai óriási nézettséget és népszerűséget értek el, ünnepelt író volt, s bár az utókor nem sorolja a legnagyobbak közé, hatása tagadhatatlan a századforduló egyes költőire, íróira. Még 1946-ban is akadémiai székfoglalójában Marcel Pagnol korának fő szerzői közé sorolta Bataille-t. Műveiben néhol érvényesítette a tudatalatti hatásáról alkotott elméletét, s így befolyása felfedezhető például Jean-Jacques Bernard műveiben, lélektani drámáiban, „ahol a csendnek, a ki nem mondottnak ugyanolyan jelentős szerepe van, mint a szónak, a beszédnek”.
A párizsi színházakban bemutatott színművei közül sok eljutott a Broadway színházaiba is, sőt feldolgozásaik a mozikban is sikert arattak. Így Korda Sándor rendezésében (Douglas Fairbanks szereplésével) a Rózsás férfi (L'Homme à la rose) című művéből a „Don Juan magánélete” címmel készült film sokáig és sűrűn szerepelt a mozik műsorán. Meztelen nő (La Femme nue) című darabját többször is filmvászonra adaptálták. A színházakban a legfelkapottabb művészek adták elő a műveit: Gabrielle Réjane, Yvonne de Bray, Berthe Bady, Cécile Sorel. Magyar színpadokon 1905-től nagy sikerrel és gyakran játszották darabjait, melyek fordítói között olyan írók voltak, mint Molnár Ferenc, Ábrányi Emil, Sebestyén Károly, Adorján Andor, Császár Imre, s a Karinthy Frigyes által fordított, „Emlék” című, rövidebb színpadi költeménye teljes szövegével 1921-ben megjelent a Nyugatban is. Költeményei közül pedig Kosztolányi is fordított, ismerte munkásságát és írt róla Ady, Ignotus és más jeles irodalom-kritikusok is.
Főként zongora- vagy hárfakísérettel számos versét vagy színművének részletét megzenésítették részben még életében, de halála után is.
Nagy példányszámú újságok, folyóiratok munkatársaként írásai jelentek meg a Journal des Artistes, a Mercure de France, a La Vogue (új sorozata: 1899), a Le Matin és a Le Figaro hasábjain.
Idősebb korában a csípős kritikák és Párizs elől menekülve sok darabját szerkesztette vivières-i kastélyában, a Château de Mazancourt-ban, amelyet 1910-ben szerzett meg. Vagyonosan, Rueil-Malmaison-ban, Vieux Phare-i birtokán hunyt el. Az 1922. március 6-án, a Saint-Honoré d'Eylau templomban tartott ünnepélyes temetése után holttestét néhány évvel később Moux-ba szállították, de nem a családi sírboltba temették, hanem még életében többször leírt óhaja szerint a mauzóleum elé. Sírját egy reneszánsz márvány szökőkút díszíti. Fölötte René de Châlon Bar-le-Duc-i „Transi” című síremlékének reprodukciója áll, melyet François Pompon állatszobrász alkotott, a szobor közelében Bataille-tól származó versidézetekkel.
Moux-ban sugárutat (Avenue Henri Bataille), Nîmes-ben és Perpignanban utcát neveztek el róla. Párizs 16. kerületében park viseli a nevét.

## Színházi művei
- L'Holocauste (Elégő áldozat - eredeti cím), 4 felvonásos tragédia, Ton sang (Véred) címmel először a Nouveau-Théâtre színpadán.
- La Lépreuse (A leprás), Comédie-Parisienne, 1896. május 4.
- L'Enchantement (A varázslat), 4 felvonásos vígjáték, 1900. május 4. az Odéon(wd) színpadán.
- Le Masque (Az álarc), 3 felvonásos vígjáték, Théâtre du Vaudeville Párizs, 1902. április 24.
- Résurrection (Feltámadás), Lev Nyikolajevics Tolsztoj regénye alapján, 1902. november 14. az Odéon színpadán.
- La Déclaration (A vallomás), egyfelvonásos színmű, 1903. április 12. magánbemutató
- Maman Colibri (Kolibri mama), 4 felvonásos vígjáték, Théâtre du Vaudeville, Párizs, 1904. november 8. Címszerepekben Louis Gauthier (Lérand) és Berthe Bady.
- La Marche nuptiale, (Nászinduló) 4 felvonásos színmű, Théâtre du Vaudeville, Párizs, 1905. október 27. Gaston Dubosc, Berthe Bady és Gabrielle Dorziat főszereplésével.
- Poliche, 4 felvonásos vígjáték, Comédie-Française, 1906. december 10. Címszerepekben: Maurice de Féraudy, Henry Mayer, Cécile Sorel és Berthe Cerny.
- La Femme nue (A meztelen nő), 4 felvonásos színmű, Théâtre de la Renaissance (Paris)(wd), 1908. február 27.
- Le Scandale (A botrány), 4 felvonásos színmű, Théâtre de la Renaissance (Paris), 1909. március 30.
- La Vierge folle (A balga szűz), 4 felvonásos színmű, Théâtre du Gymnase Marie Bell(wd), 1910. február 25.
- Le Songe d'un soir d'Amour (Szerelmes esti álom), színpadi költemény, Comédie-Française, 1910. április 26.
- L'Enfant de l'amour (A szerelem gyermeke), 4 felvonásos színmű, Théâtre de la Porte-Saint-Martin(wd), 1911. február 27. Színpadra alkalmazta Léon Christian(wd).
- Les Flambeaux (A fáklyák), 3 felvonásos színmű, Théâtre de la Porte-Saint-Martin, 1912. november 26.
- Le Phalène (A halálfejű lepke), színmű 4 felvonásban és 2 részben, Théâtre du Vaudeville, Párizs, 1913. október 22.
- L'Amazone (Az amazon), 3 felvonásos színmű, Théâtre de la Porte-Saint-Martin, 1916. november 10.
- Notre Image (Képünk), 2 felvonásos vígjáték, Théâtre Réjane(wd), 1918. október 17.
- Les Sœurs d'amour (Gyöngédség/A szerelem nővérei), 4 felvonásos színmű, Comédie-Française, 1919. április 15. Főbb szerepekben: Léon Bernard (Alexandre), Berthe Cerny és Marie-Thérèse Piérat.
- L'Animateur, 3 felvonásos színmű, Théâtre du Gymnase Marie Bell, 1920. január 27. Főbb szerepekben: Alexandre Arquillière, Armand Bour, Yvonne de Bray és Henriette Roggers.
- L'Homme à la rose (A rózsás férfi), színpadra alkalmazta: André Brulé, zene: de Reynaldo Hahn, Théâtre de Paris (Théâtre Réjane,(wd)), 1920. december 7.
- La Tendresse (Gyengédség), Théâtre du Vaudeville, Párizs, 1921. február 24.
- La Possession (A tulajdon/A birtoklás joga), Théâtre de Paris, 1921. december 22.
- La Chair humaine (Az emberi hús), Théâtre du Vaudeville, Párizs, 1922. február 10.
- Le Voyage (Az utazás), színpadra alkalmazta Henry Bernstein(wd), Théâtre du Gymnase Marie Bell, 1937.

## Ismertebb, magyarul megjelent művei
- Le Scandale (1909: Molnár Ferenc, A botrány, 1910);
- La Vierge folle (1910: Ábrányi Emil, A balga szűz, 1910);
- L'Enfant de l'Amour (1911: Ábrányi Emil, A szerelem gyermeke, 1911);
- Le Phalène (1913; Ábrányi Emil, A halálfejű lepke, 1913);
- Les Flambeaux (1913: Sebestyén Károly, A fáklyák, 1913);
- Les Soeurs d'amour (1919: Sebestyén Károly, Gyöngédség, 1921).
- Emlék. Ford. Karinthy Frigyes. Nyugat, 1921. 4. szám
- Le Songe d'un soir d'Amour (1926: Karinthy Frigyes, Szerelmes esti álom. Uj Idők, 1926. 21. szám, 577–586.)

## Verseskötetei
- La Chambre blanche (A fehér szoba), 1895; új kiadás: La Chambre blanche, válogatott versek, Bernard Delvaille, coll. »Orphée«, Kiadó: Éditions de la Différence, Párizs, 1989.
- Le Beau voyage (A szép utazás), 1904
- La Divine Tragédie (Az Isteni tragédia), 1907
- La Quadrature de l'Amour, 1920

## Filmadaptációk
- La Femme nue (film, 1914) (La donna nuda), rendező Carmine Gallone (Olaszország, 1914);
- La marcia nuziale (film, 1915), rendező Carmine Gallone (Olaszország, 1915);
- La falena (film, 1916), rendező Carmine Gallone (Olaszország, 1916);
- L'Enfant de l'Amour (film, 1916), rendező Emilio Ghione (Olaszország, 1916);
- Maman Colibri (film, 1918) rendező Alfredo De Antoni (Olaszország, 1918);
- Le Scandale (film, 1918), rendező Jacques de Baroncelli (Franciaország, 1918);
- Incantesimo (film, 1919), rendező Ugo Gracci (Olaszország, 1919);
- La vergine folle (film, 1920), rendező Gennaro Righelli (Olaszország, 1920);
- La maschera (film, 1921), rendező Ivo Illuminati (Olaszország, 1921);
- La donna nuda (film, 1922), rendező Roberto Roberti (Olaszország, 1922);
- The Scandal (film, 1923), rendező Arthur Rooke (Egyesült Királyság, 1923);
- La Femme nue (film, 1926), rendező Léonce Perret (Franciaország, 1926);
- La Vierge folle (film, 1929), rendező Luitz-Morat (Franciaország, 1929);
- La Marche nuptiale (film, 1929), rendező André Hugon (Franciaország, 1929);
- Poliche (film, 1929) (Der Narr seiner Liebe), rendező Olga Chekhova(wd) (Németország, 1929);
- La Possession (film, 1929), rendező Léonce Perret (Franciaország, 1929);
- Der Narr seiner Liebe (film, 1929), rendező Olga Chekhova (Németország, 1929);
- Maman Colibri (film, 1929), rendező Julien Duvivier (Franciaország, 1929);
- L'Enfant de l'Amour (film, 1930), rendező Marcel L’Herbier (Franciaország, 1930);
- La Tendresse (film, 1930), rendező André Hugon (Franciaország, 1930);
- Zärtlichkeit (film, 1930), rendező Richard Löwenbein (Németország 1930);
- The Nude woman (film, 1932), rendező Jean-Paul Paulin (Franciaország, 1932);
- Le Scandale (film, 1934), rendező Marcel L'Herbier (Franciaország, 1934);
- Poliche (film, 1934), rendező Abel Gance (Constant Rémy, Marie Bell, Alexander D'Arcy). (Franciaország, 1934);
- La Vie privée de Don Juan (film, 1934) (The Private Life of Don Juan), rendező Korda Sándor, alapmű: L'homme à la rose. (Douglas Fairbanks, Merle Oberon, Bruce Winston). (Egyesült Királyság, 1934);
- La Marche nuptiale (film, 1934), rendező Mario Bonnard. (Madeleine Renaud, Henri Rollan és Jean Marchat). (Olaszország, Franciaország) 1935);
- Maman Colibri (film, 1937), rendező Jean Dréville. (Huguette Duflos, Jean-Pierre Aumont, Jean Worms). (Franciaország,1937);
- Druga mlodosc, (film, 1939) (Second Youth, Maman Colibri), rendező Michał Waszyński(wd) (Lengyelország, 1938);
- La Vierge folle (film, 1936), rendező Henri Diamant-Berger (Franciaország, 1938);
- Imprudencia (film, 1944), rendező Julián Soler (Mexico, 1944);
- L'Enfant de l'amour (film, 1944), rendező Jean Stelli. (Gaby Morlay, François Périer, Claude Génia). (Franciaország, 1944);
- La Femme nue (film, 1949), rendező André Berthomieu. (Giselle Pascal, Yves Vincent és Jean Tissier). (Franciaország, 1949);
- Maman Colibri (tévéfilm, 1973), rendező Anton Giulio Majano. (Giancarlo Zanetti, Ornella Grassi és Roberto Chevalier).
- La Vierge folle (tévéfilm, 1978), rendező Jean Kerchbron. (Anne Doat, Denis Manuel és Aniouta Florent).

## Fordítás
- Ez a szócikk részben vagy egészben  a   Henry Bataille című angol Wikipédia-szócikk ezen változatának fordításán alapul.  Az eredeti cikk szerkesztőit annak laptörténete sorolja fel. Ez a jelzés csupán a megfogalmazás eredetét és a szerzői jogokat jelzi, nem szolgál a cikkben szereplő információk forrásmegjelöléseként.
- Ez a szócikk részben vagy egészben  a   Henry Bataille című francia Wikipédia-szócikk ezen változatának fordításán alapul.  Az eredeti cikk szerkesztőit annak laptörténete sorolja fel. Ez a jelzés csupán a megfogalmazás eredetét és a szerzői jogokat jelzi, nem szolgál a cikkben szereplő információk forrásmegjelöléseként.
- Ez a szócikk részben vagy egészben  a   Henry Bataille című német Wikipédia-szócikk ezen változatának fordításán alapul.  Az eredeti cikk szerkesztőit annak laptörténete sorolja fel. Ez a jelzés csupán a megfogalmazás eredetét és a szerzői jogokat jelzi, nem szolgál a cikkben szereplő információk forrásmegjelöléseként.